# 후지사와정
후지사와정(일본어: 藤沢町)은 일본 이와테현 남단에 있던 히가시이와이군의 정이다. 2011년 9월 26일, 이치노세키시에 편입되어 소멸하였다.

## 역사
- 1889년 4월 1일 - 정촌제가 시행으로 히가시이와이 군 후지사와 촌, 야사와 촌, 기노미 촌, 오쓰보 촌이 성립하였.
- 1926년 6월 1일 - 후지사와 촌이 정으로 승격해 히가시이와이 군 후지사와 정이 되었다.
- 1955년 4월 1일 - 구 후지사와 정, 야사와 촌, 기노미 촌, 오쓰보 촌의 일부가 합병해 새로운 후지사와 정이 되었다.

## 교통

### 도로
- 국도 346호선
- 국도 456호선